# Конфликт на юге Саудовской Аравии (с 2015)
Конфликт в Наджране, Джизане и Асире или Вторая саудовско-йеменская война (араб. الاشتباكات الحدودية اليمنية السعودية‎) — вооружённые столкновения между войсками Саудовской Аравии и хуситскими повстанцами на границе между двумя странами, в провинциях Наджран, Джизан и Асир Саудовской Аравии. Конфликт начался из-за военной операции в Йемене коалиции во главе с Саудовской Аравией.
В ходе конфликта хуситы совершали нападения на военные базы и аванпосты в Саудовской Аравии, захватывая и/или уничтожая военные объекты.

## Предыстория
В своем конфликте 2004 года с правительством президента Йемена Али Абдуллы Салеха хуситы обвинили Саудовскую Аравию в оказании давления на Салеха, чтобы тот расправился с их сообществом, выделив на это 25 миллиардов долларов. Это обвинение было опровергнуто Салехом и не признано Саудовской Аравией. Отряды хуситской и поддерживающей хуситов йеменской армии применяли эффективную тактику. Обычно они сначала развертывают группы, оснащенные противотанковыми управляемыми ракетами (ПТУР) — например, российские 9М113 «Конкурс», 9М113 «Корнет-Э» или BGM-71 TOW — для уничтожения конкретных машин или бункеров. Затем БМ-21 и БМ-27 атаковали ближайшие военные базы и минировались маршруты, ведущие в сторону границы. В это время про-хуситские спецподразделения атаковали пограничные заставы, а группы на мотоциклах, вооруженные РПГ-7 и американскими M47 Dragon, проникали в тыл частей Саудовской Аравии. Таким образом, колонны сил интервенции ВСРС врезались в неизвестные минные поля или натыкались на засады в местах, непосредственно не пострадавших от боевых действий. Некоторые рейдовые группы, развернутые в Саудовской Аравии, были вооружены переносными зенитно-ракетными комплексами (ПЗРК), но также было отмечено развертывание буксируемых 20-мм зенитных пушек M167 VADS (Vulcan). Хотя точные подробности эффективности данной тактики остаются неясными, выяснилось, что в течение первого года этой войны, по крайней мере, удалось повредить несколько ударных вертолётов ВСРС и РСНГ, и, тем самым, вынудив их держаться на расстоянии.

## Ход конфликта

### 2015 год
5 мая 2015 года после артобстрела хуситами окрестностей города Наджран, власти страны временно закрыли аэропорт и местные учебные заведения.
19 июня группа политических активистов — представителей различных племён провинции Наджран, расположенной на юге Саудовской Аравии на границе с Йеменом, — сформировала военно-политическое движение «Ахрар Эн-Наджран» («Свободные граждане Наджрана» (ар.)), целью которого является борьба за независимость от Саудовской Аравии. Племена Наджрана, примкнувшие к новой организации, провозгласили независимость провинции и объявили о присоединении к йеменским войскам в борьбе против саудовских властей, поскольку Эр-Рияд, по их версии, «нарушил все договоры, заключенные ранее с племенами».
20 июня бойцы движения «Ахрар Эн-Наджран» захватили военную базу на юге королевства. В то же время прошли кровопролитные столкновения в населённом пункте Кабаш в 10 км к югу от столицы региона.
29 июня было сформировано новое сепаратистское движение «Молодёжь Наджрана», которое также вступило в борьбу за независимость региона.
30 июня бойцы движения «Ахрар Эн-Наджран» сбили вертолёт ВВС Саудовской Аравии.
2 июля бойцы движения «Ахрар Эн-Наджран» установили контроль над аэропортом, находящимся в городе Наджран — столице одноимённой южной провинции Саудовской Аравии.
28 ноября ВС Йемена совместно с повстанцами-хуситами захватили военную базу Нахуках и нанесли несколько ракетных ударов по базе Аль-Радиф в провинции Джизан. Видео захвата было опубликовано в интернете.
По состоянию на начало декабря 2015 года, ополчение движения «Ахрар Эн-Наджран» при поддержке хуситов удерживают несколько саудовских населённых пунктов. В их числе небольшой городок Аль-Рабуа, удерживаемый повстанцами уже около месяца. Несмотря на то, что саудовские войска лучше вооружены и оснащены, им приходится отступать под натиском ополченцев.
Йеменская армия и хуситы взяли под контроль ещё несколько населенных пунктов внутри Саудовской Аравии.
В воскресение утром Республиканская гвардия и Народные гражданские комитеты (по большинству своему хуситы) заняли две деревни в провинции Джизан Саудовской Аравии.

### 2016 год
Летом 2016 года ополчение «Ансар Аллах» (хуситы) при поддержке армии Йемена продолжили бои в саудовских провинциях Джизан, Наджран и Асир.
25 июля Саудовские Вооруженные Силы сообщили о 5 убитых противником пограничниках.
16 августа под обстрелом хуситов в промышленной зоне Наджран погибли 7 граждан, среди них 4 гражданина Саудовской Аравии и 3 иностранца.
21 августа хуситы выпустили ракету комплекса «Точка» по саудовскому лагерю в Нарджане, в результате чего погибло, как минимум, 50 саудовских солдат.
26 августа электростанция, находившаяся рядом с границей, была разрушена в результате ракетной атаки хуситов.
6 сентября хуситы захватили три деревни в районе Аль-Хабуа, согласно источнику, близкому к ним на саудовской территории Джизана. 12 сентября Министерство Обороны Саудовской Аравии заявило о гибели трёх и ранении двух солдат Королевской армии Саудовской Аравии в результате миномётной атаки хуситов в пограничной зоне Наджрана. Также было сообщено о более чем 500 жертвах со стороны хуситов с момента начала операции в Наджранском секторе.
24 сентября генерал-майор Хасан Ал-Малси, глава специальных войск хуситов, был убит во время попытки проникнуть вместе со своим отрядом в южную провинцию Наджрана, принадлежащую Саудовской Аравии.
12 октября бойцы салафитов, при участии ультра-консервативного лидера Басама Ал-Мехбара и при поддержке авиации саудовской коалиции, взяли под свой контроль пограничный переход Аль-Бука в провинции Саада, Йемен. Это был второй раз, когда силы, поддерживаемые правительством Саудовской Аравии, пытались открыть новую линию фронта против хуситов на севере, пересекая границу через Саудовскую Аравию.
13 октября саудовский шпионский беспилотник был сбит хуситскими военными над военной базой Аль-Кавийя в провинции Джизан. Между тем, саудовское военное транспортное средство попало под обстрел хуситских сил, а саудовский солдат был убит снайпером в районе Ал-Рабиа провинции Джизан.
1 ноября хуситские ополченцы объявили, что сбили с помощью зенитной ракеты беспилотник, пролетавший над местностью Аилаб в провинции Асир. Это стало четвёртым разом за два месяца, когда хуситы сбили саудовский воздушный аппарат.
8 ноября, согласно заявлению Министерства Гражданской Обороны Саудовской Аравии, были ранены 5 саудовцев и уничтожены 3 транспортных средства снарядами выпущенными йеменской стороной в городе на юго-западе Джизана.
10 ноября хуситы объявили о том, что контролируют деревни Ал-Карс и Ал-Дафинийя, наравне с другими деревнями на востоке Ал-Бахтита и юге Ал-Карна. Источники также сообщили, что ополченцы-хуситы захватили мост, соединяющий Каем Зубайд и Ал-Ибадийую (провинция Джизан) с дорогой, выходящей на близлежащую местность Ал-Хубах. Несколько саудовских солдат были ранены и убиты, 6 бронированных машин и 2 боевых танка уничтожены. В ответ на это саудовские военные вертолёты бомбардировали местность Ал-Хубах. Однако заявление не было подтверждено саудовской стороной. Ранее в этот день, власти Саудовской Аравии сообщили о, как минимум, 14 людях, пострадавших от обстрелов в провинции Аш-Шаркия.
15 ноября противовоздушные силы Королевской Армии Саудовской Аравии перехватили и уничтожили ракету, нацеленную на Наджран, «без какого-либо ущерба», согласно саудовскому информационному агентству.
19 ноября, по заявлению Министерства внутренних дел Саудовской Аравии, саудовский солдат погиб от взрыва ракеты, выпущенной хуситами через границу в провинцию Асир. Инцидент произошёл за несколько часов до 48-часового прекращения огня, инициированного Саудовской Аравией.
22 ноября 1 человек погиб и 7 были ранены в результате выпущенного снаряда со стороны йеменских территорий. Согласно официальному представителю Управления гражданской обороны, снаряд попал в торговый центр в Наджране.
26 ноября бойцы хуситов сообщили, что они запустили баллистическую ракету в саудовский пограничный город Хамис Мушаит в регионе Асир, целясь в военную базу Алламуза. Также они заявили, что ракетный огонь стал ответом на продолжающиеся воздушные атаки саудовцев на йеменские города. Однако принадлежащее Саудовской Аравии спутниковое телевидение Ал-Арабийя сообщило, что саудовские силы обороны перехватили и разрушили ракету в воздухе, ещё до того, как она достигла города.
22 декабря саудовские силы провели ночную военную операцию в регионах Джизан и Наджран, убив 30 бойцов-хуситов.
31 декабря 25 хуситских бойцов погибли от воздушной атаки саудовской коалиции в провинции Наджран.

### 2017 год
14 января саудовский капрал был убит в результате обстрела на пограничном посту в Наджране, сообщило Министерство внутренних дел Саудовской Аравии.
24 февраля военный самолёт F-16 ВВС Иордании разбился в районе Наджран, согласно источнику из-за технической ошибки. Пилот выжил.
19 марта как минимум 20 хуситских боевиков были убиты при попытке проникнуть на армейские позиции в районе Сук Ал-Букаа в северной провинции Саада, рядом с саудовской границей, согласно заявлению про-хуситской йеменской армии.
23 марта, согласно новостному агентству подконтрольному хуситам, несколько саудовских солдат погибли из-за взрыва ракеты. Солдаты Саудовской Аравии были убиты, как утверждается, когда повстанческие обстрелы ударили по военным объектам в провинциях Наджран, Джизан и Асир. Об этом йеменскому информационному агентству «Саба» официально сообщил представитель мятежников. Саудовское Министерство внутренних дел объявило о гибели только одного солдата на пограничном посту в южном Дхахране.
16 апреля, по сообщению саудовского Министерства внутренних дел, 1 саудовский пограничник погиб и ещё 3 были ранены в результате минного взрыва в провинции Джизан.
11 мая хуситы захватили саудовскую военную базу в Рабоа провинции Асир, ранив и убив несколько солдат, как сообщило агентство Аль-Масдар.

### 2018 год
Прохуситский канал al-Masirah TV со ссылкой на саудовские источники сообщил, что 33 саудовских солдата были убиты и ещё 12 ранены в результате ответных атак хуситов в первые 10 дней апреля.

### 2019 год
4 ноября в результате нападения сил хуситов было убито 5 саудовских военнослужащих, в том числе два офицера, оба в звании майора.

### 2020 год
23 июня хуситы нанесли беспилотный и ракетный удар по аэропорту короля Халида и штаб-квартире министерства обороны в столице Саудовской Аравии Эр-Рияде.
10 сентября хуситы заявили, что они атаковали «важную цель» в столице Саудовской Аравии Эр-Рияде, используя баллистическую ракету и беспилотники.